# 贝尔纲定理
贝尔纲定理（英語：Baire category theorem）是点集拓扑学和泛函分析中的一个重要的工具。这个定理有两种形式，每一个都给出了拓扑空间是贝尔空间的充分条件。
该定理由勒内-路易·贝尔在他1899年的博士论文中证明。

## 定理的陈述
一个贝尔空间是一个拓扑空间，具有以下性质：对于任意可数个开稠密集Un，它们的交集∩ Un都是稠密的。
- （BCT1）每一个完备度量空间都是贝尔空间。更一般地，每一个同胚于某个完备伪度量空间的开子集的拓扑空间都是贝尔空间。因此每一个完备可度量化的拓扑空间都是贝尔空间。
- （BCT2）每一个局部紧豪斯多夫空间都是贝尔空间。其证明类似于前一个陈述；有限交集性质取得了完备性扮演的角色。

注意从以上任何一个命题都不能推出另一个，因为存在一个不是局部紧的完备度量空间（带有定义如下的度量的无理数），也存在一个不可度量化的局部紧豪斯多夫空间（不可数福特空间）。参见以下文献中的Steen and Seebach。
- （BCT3）一个非空的完备度量空间不是可数个无处稠密集（也就是闭包具有稠密补集的集合）的并集。

这个表述是BCT1的一个结果，有时更加有用。另外，如果一个非空的完备度量空间是可数个闭集的并集，那么其中一个闭集具有非空的内部。

## 与选择公理的关系
BCT1和BCT2的证明需要选择公理的某种形式；实际上，BCT1与选择公理的一个较弱的版本——依賴選擇公理等价。

## 定理的应用
BCT1可以用来证明开映射定理、闭图像定理和一致有界原理。
BCT1也表明每一个没有孤立点的完备度量空间都是不可数的。（如果X是一个可数的完备度量空间且没有孤立点，那么在X中每一个单元素集合都是无处稠密的，因此X在它本身内是第一纲）。特别地，这证明了所有实数所组成的集合是不可数的。
BCT1表明以下每一个都是贝尔空间：
- 实数空间R；
- 无理数，其度量定义为d(x, y) = 1 / (n + 1)，其中n是使x和y的连分数展开式不同的第一个指标（这是一个完备度量空间）；
- 康托尔集。

根据BCT2，每一个流形都是贝尔空间，因为它是局部紧空间，也是豪斯多夫空间。这甚至对非仿紧（因此不可度量化）的流形如长直线也是成立的。

## 证明
以下是完备度量空间{\displaystyle X}是贝尔空间的一个标准的证明。
设{\displaystyle U_{n}}为一个开稠密子集的集合。我们希望证明交集{\displaystyle \bigcap U_{n}}是稠密的。一个子集 {\displaystyle A} 是稠密的当且仅当空间中任意一个非空的开集都与 {\displaystyle A} 相交。为此，我们只需证明 {\displaystyle X} 的任意非空开子集 {\displaystyle W} 有一个点 {\displaystyle x}，{\displaystyle x} 包含于所有的 {\displaystyle U_{n}} 中。为此，设{\displaystyle W\subset X}为一个开子集。根据稠密性，存在{\displaystyle x_{1}}和{\displaystyle r_{1}>0}，使得：
{\displaystyle {\overline {B}}(x_{1},r_{1})\subset W\cap U_{1}}。
递归地，我们求出{\displaystyle x_{n}}和{\displaystyle r_{n}>0}，使得：
{\displaystyle {\overline {B}}(x_{n},r_{n})\subset B(x_{n-1},r_{n-1})\cap U_{n}}而且{\displaystyle r_{n}<n^{-1}}。
由于当{\displaystyle n>m}时，{\displaystyle x_{n}\in B(x_{m},r_{m})}，因此{\displaystyle x_{n}}是柯西序列，且{\displaystyle x_{n}}收敛于某个极限{\displaystyle x}。对于任何{\displaystyle n}，根据封闭性，有：
{\displaystyle x\in {\overline {B}}(x_{n+1},r_{n+1})\subset B(x_{n},r_{n})}。
因此，对于所有{\displaystyle n}，都有{\displaystyle x\in W}且{\displaystyle x\in U_{n}}。{\displaystyle \square }